# Synopeas indopeninsulare
Synopeas indopeninsulare är en stekelart som beskrevs av Mani 1975. Synopeas indopeninsulare ingår i släktet Synopeas och familjen gallmyggesteklar. Inga underarter finns listade i Catalogue of Life.